# نیل جکسون
نیل جکسون (انگلیسی: Neil Jackson؛ زادهٔ ۵ مارس ۱۹۷۶) یک هنرپیشه اهل بریتانیا است.
از فیلم‌ها یا برنامه‌های تلویزیونی که وی در آن نقش داشته است می‌توان به اسکندر، ذره‌ای آرامش، فشار، الی پارکر، آخرین فرود و دختران باشگاه راک و
(استارگرل)   و غریبه‌ای دراز و سیاه را ملاقات خواهی کرد اشاره کرد.